# Rellotger

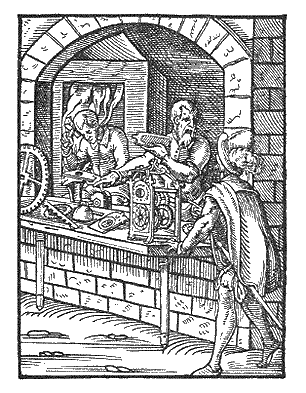
Xilografia de rellotgers medievals, 1568.

Un rellotger és un artesà que fa, repara o ven rellotges. Com que actualment la majoria de rellotges són fabricats industrialment, la majoria dels rellotgers moderns només es dediquen a la seva reparació.
En el passat, els rellotgers eren autèntics artistes que dissenyaven i fabricaven rellotges a mà; és per això que els rellotgers actuals han de tenir habilitats per reparar rellotges antics que, a vegades, poden ser únics. Un rellotger qualificat pot normalment dissenyar i fer la peça que falta a un artefacte perquè funcioni correctament.
En general, els rellotgers no treballen en rellotges de polsera, ja que les habilitats necessàries són diferents;
A Barcelona hi ha un centre especialitzat en la formació de rellotgers: l'Institut Politècnic de Formació Professional Mare de Déu de la Mercè.

## Tractats de rellotgeria

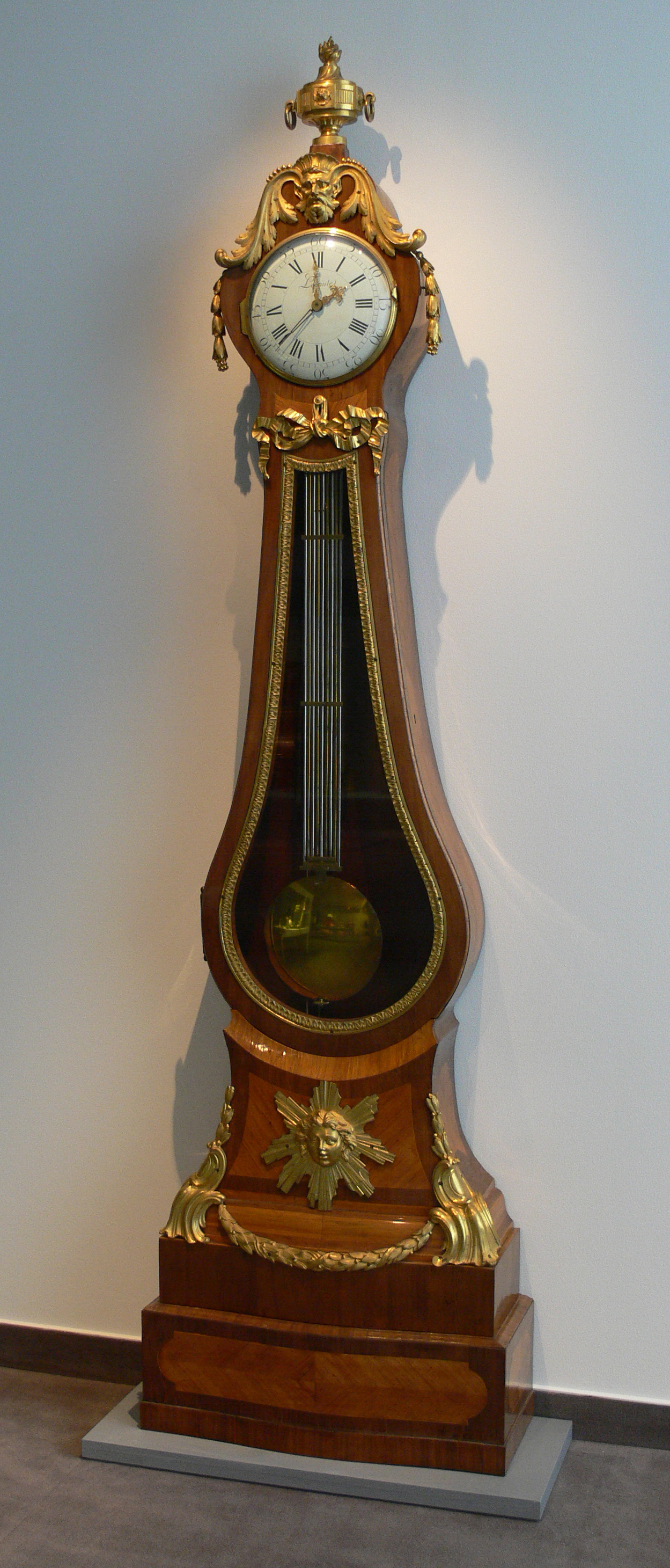
Rellotge de parquet de Jean André Lepaute c 1770.

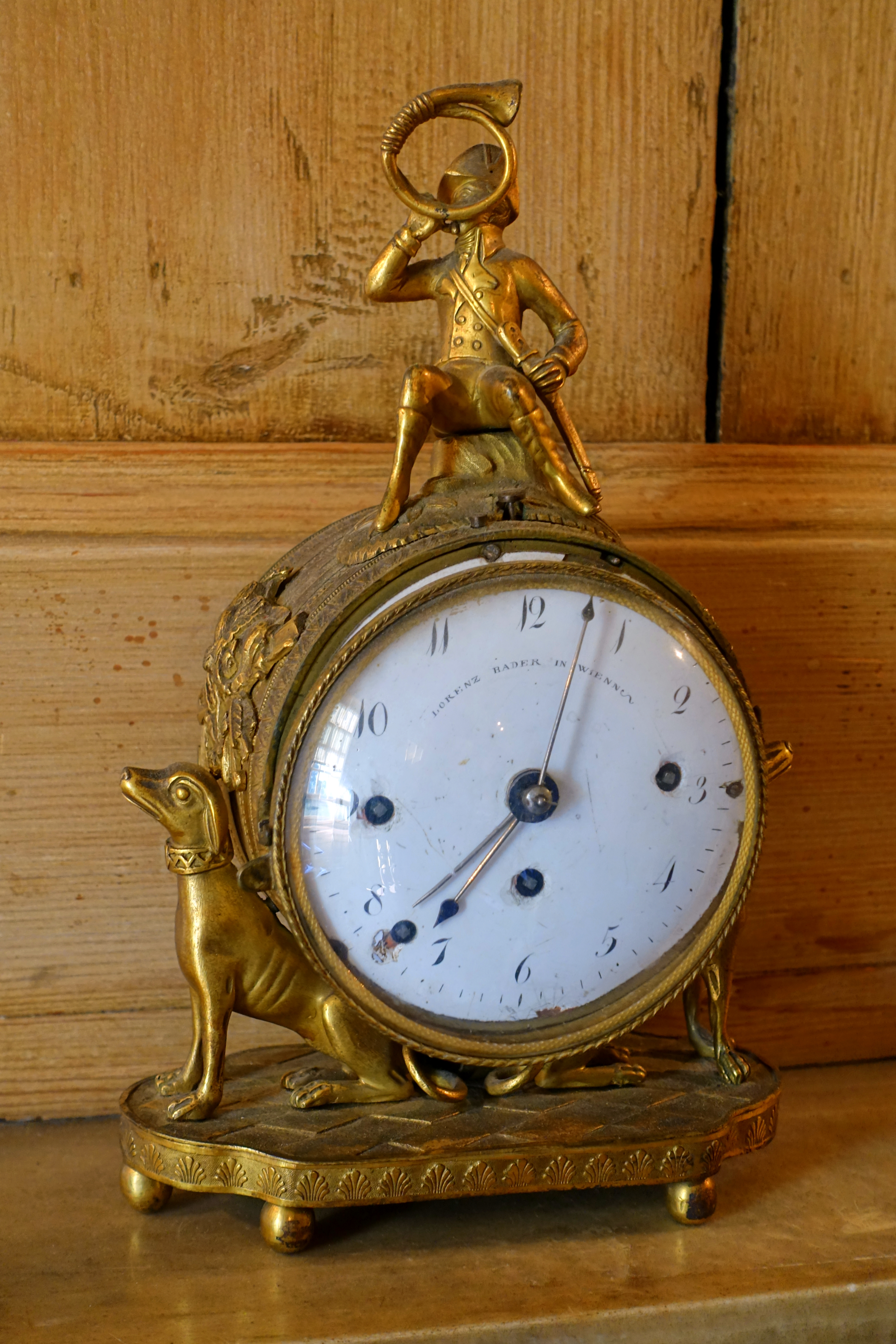
Rellotge de Lorenz Bader (Viena)

Des dels inicis dels rellotges mecànics hi ha obres que tracten dels mateixos i dels seus components. La lectura d’aquestes obres hauria de permetre aproximar-se a la realitat històrica de la professió de rellotger. S’ofereix a continuació una mostra no exhaustiva de tractats sobre rellotges mecànics. Hi pot haver alguna obra no especialitzada en el tema que tingui un interès particular. Sempre relacionada amb la matèria tractada.
- 1665. Giuseppe da Capriglia. Misura del tempo, cioè trattato d'horologii da ruota ...[2][3]

- 1665. Archangelo Maria Radi. Nuova scienza d'horologi a polvere.[4]
  - L'obra presenta tres models de rellotge de sorra basats en les pólvores de plom. El darrer model és una roda o tambor (amb pólvores visibles) que gira per l'acció d'un contrapès (també de pólvores). Els components mecànics s'assemblen als d'alguns rellotges purament mecànics.

- 1669. Robert Hooke. Segons acta del 6 de maig de la Royal Society de Londres, va presentar un rellotge de pèndol.[5]

- 1669. Domenico Martinelli De Spoleto: Horologi elementari diuisi in quattro parti. Nella prima parte fatti con l'Acqua. Nella seconda con la Terra. Nella terza con l'Aria. Nella quarta col Fuoco.[6]

- 1673. Christiaan Huygens. Horologium oscillatorium sive de motu pendulorum ad horologia aptato demonstrationes geometricae.[7]

- 1696. William Derham. The artificial clock-maker: A treatise of watch, and clock-work: wherein the ...[8]

- 1731. Manuel Edrelau. Nuevo methodo para componer y arreglar cada uno por sì mismo todo genero de reloxes sin necessidad de reloxero.[9]

- 1741. Thiout, l'Aîné: Traité de l'horlogerie, mecanique et pratique. (224 pàg, 41 làmines) Paris.[10]

- 1751 a 1777. Diderot - d’Alembert: Horlogerie. Dins “L’Encyclopédie”.[11]

- 1767. Pierre Marechal. Arte de conservar y arreglar los reloxes de muestra, para las personas que no tienen conocimiento alguno de la reloxeria.[12]

- 1770. Tratado de los reloxes elementares o el modo de hacer reloxes con el agua, la tierra, el ayre y el fuego (traducció de l’obra de Domenico Martinelli).[13]

- 1780. Mémoire sur l'horlogerie, contenant diverses remarques sur les ouvrages & les prétentions de M.R..[14]

- 1785. André Hessén. Mémoire sur l'horlogerie, contenant une nouvelle construction de montres ...[15]

- 1786. Ferdinand Berthoud . Essai sur l'horlogerie: dans lequel on traite de cet art relativement à l'usage civil, à l'astronomie et à la navigation, en établissant des principes confirmés par l'expérience.[16]

- 1789. Manuel de Zerella e Ycoaga. Tratado general y matemático de reloxería: que comprénde el módo de hacer ...[17]

- 1789. Joseph Francisco Dimas Rangel: Tratado del uso de los reloxes. México.
  - Aquest rellotger va fabricar diversos rellotges per a catedrals.[18][19]

- 1798. Manuel del Río. Arte de reloxes de ruedas, para torre, sala, y faltriquera.[20]

- 1802 Francesc Antoni Espinós: Dialogo de la relojería. València: Ed Miquel Esteban.[21]
- 1810. Fernando de Tapia: Nuevo metodo sobre el modo de poner la Luna en toda clase de reloges de ruedas. Reed: PENNA, NICOLAS DE: Tres raras piezas bibliográficas. Madrid-Valencia: Albatros Ed. 1985.
- 1811. Antide Janvier: Etrennes chronometriques.
- 1812. Antide Janvier: Des Revolutions des corps celestes

- 1825. Charles Frederick Partington. The Clock and Watchmaker's Complete Guide.[22]

- 1827. Berthoud Vulliamy Breguet. L'art de l'horlogerie: enseigné en trente leçons : ou, Manuel complet de l'horloger et de l'amateur,[23]

- 1830. Dizionario delle origini, invenzioni e scoperte nelle arti, nelle scienze ...[24]
  - Obra interessant pel que fa a detalls històrics sobre els rellotges. Escrita per un grup d'experts.

- 1830. Louis Sébastien Lenormand. Manuel de l'horloger, ou, Guide des ouvriers qui s'occupent de la ...[25]

- 1833. Francisco Salcedo: Manual para gobernar y arreglar los relojes, con explicación de la ecuación del tiempo. San Sebastián.[26]

- 1846. Reglamento para el relojero del Excmo. Ayuntamiento de Barcelona.[27]
- 1847. L. Janvier: Arte de cuidar y regular los relojes y péndulos para uso de los que no tienen ninguna noción de relojería. Figueres: Oliveras

- 1848. M. L. Moinet. Nouveau traité général astronomique et civil d'horlogerie théorique et pratique.[28]

- 1849. Manual del relojero mecánico y práctico. Traducido del francés por Don Valentín Garín y bajo la dirección de Don José María de Tilbe.. Madrid.[29][30]
  - El llibre anterior està digitalitzat a la Biblioteca Galiziana (Biblioteca Dixital de Galizia). La consulta és lliure i gratuïta. La descàrrega, aparentment, és molt lenta.[31]

- 1863. Mary Louise Booth. New and Complete Clock and Watchmakers' Manual: Comprising Descriptions of ...[32]

- 1864. Faustino Bastús: Manual del relojero.[33]

- 1869. Claudius Saunier: Traité d’horlogerie moderne.[34]

- 1874. Edmund Beckett Baron Grimthorpe. A Rudimentary Treatise on Clocks and Watches and Bells.[35]

- 1881. Claudius Saunier. The Watchmakers' Hand-book. Vegeu any 1869.[36]
  - Hi ha una exposició notable sobre el torn de rellotger.[37]

- 1883. Edmund Beckett Baron Grimthorpe. A Rudimentary Treatise on Clocks and Watches and Bells.[38]
- 1887. Dirección de Hidrografía: Estaciones de señales de horas establecidas en el litoral. Madrid: Depósito Hidrográfico

- 1893. Claudio Saunier: Manual del relojero. Paris: Ed Garnier.[39]
- 1895. José Irache y Lostale: Un rato de conversación sobre compostura de relojes. Madrid

- 1926. Claudio Saunier: Tratado general de relojería. Paris: Ed Garnier.[40]

- 1930. Maurice Farney: El pequeño relojero. Barcelona.[41]
  - Aparentment es tracta d'un llibre per a joves.

- 1941. Frederic William Britten. Manual del relojero.[42]
- 1943. Eugene Jaquet: Dissertation sur le Temps moyen. "Journal Suisse d'Horlogerie", p. 315-353

- 1945. Donald De Carle. With the Watchmaker at the Bench: A Book for the Practical Watchmaker, the Student and All Interested in the Watch Trade, Also for Those Engaged in the Aircraft Instrument Making and Repairing Industry.[43]
- 1945. Ramon Jardí Borràs: Conmemoración del cincuentenario del Servicio Horario Oficial confiado a la Real Academia de Ciencias y Artes por el excmo. ayuntamiento de Barcelona. Notas históricas acerca del Servicio Horario Municipal. "Memorias de la Real Academia de Ciencias y Artes de Barcelona".
- 1946. Eugene Jaquet: Historique de la montre a remontage automatique. "Journal Suisse d'Horlogerie", p. 71-86

- 1950. Donald De Carle: Manual práctico del relojero, Barcelona: Ed Montesó. Reed.: 1957, 1968 y 1973.[44]
- 1950. A. Jaquerod: El isocronismo. "Journal Suisse d'Horlogerie", p. 25-32

- 1952. Donald De Carle: The Watchmakers' Lathe and how to Use it[45]

- 1953. Donald De Carle: El torno del relojero, Barcelona, Ed. Montesó. Reed.: 1973[46]
- 1953. Eugene Jaquet - A. Chapuis: Techique and History of the Swiss Watch. London, Spring Books. 2a edició 1970
- 1955. Paulina Junquera: Un reloj madrileño del siglo XVI. "Cuadernos de Relojería". Reed.: Cuadernos de Relojería. Madrid-València: Ed. Albatros, 1982, p. 3
- 1957 Eduard Junyent: Pórtico erudito de la relojería catalana. "Cuadernos de Relojería", n. 12, 3r trimestre, p. 117-119. Reed.: Cuadernos de Relojería. Madrid-València: Ed. Albatros, 1982
- 1958. Eugene Jaquet: La reparation des pendules, Bienne: Ed Rohr
- 1959. H. Jendritzki: L'horloger moderne et son tour. Lausanne: Ed Scriptar
- 1959. H. Jendritzki: El relojero moderno y su torno. Lausanne: Ed Scriptar
- 1960. Ramon Jardí Borràs: El reloj Billeter de la Real Academia de Ciencias y Artes de Barcelona. "Memorias de la Real Academia Ciencias y Artes de Barcelona". BV-pdf. Reed.: Cuadernos de Relojería. Madrid-València: Ed. Albatros, 1982, p. 99
- 1961. Ramon Jardí Borràs: El rellotge dels flamencs de la seu de Barcelona. en Miscel.lànea Fontseré. Barcelona: Ed. Gustavo Gili. Reed.: La rueda catalina. Madrid-València: Ed. Albatros, 1983
- 1961. H. Jendritzki: Le reglage d'une montre a balancier-spiral, Lausanne: Ed Scriptar
- 1972. Tardy: Dictionnaire des Horlogers Français. Paris, Ed. Tardy (125eme et 127eme volumes des éditions Tardy)
- 1973. Cedric Jagger: L’Horlogerie. Paris, Grange Batelière
- 1976. H. Jendritzki: El manual suizo del relojero reparador, Lausanne: Ed Scriptar
- 1977. James Jespersen: From sundials to atomic clocks. New York: Dover Public
- 1977. Cedric Jagger: The World's Great Clocks and Watches; London, Ed. Hamlyn
- 1979. H. Jendritzki: La reparation des pendules anciennes, Lausanne: Ed Scriptar
- 1982. Tardy: La pendule française. 3eme Partie: Du style Louis-Philippe à la pendule moderne et des provinces françaises) - La pendule dans le monde. Paris, Ed. Tardy (5e édition revue et completée)
- 1983. Pedro A. Jiménez López-Colmenar: Un reloj bilbaíno en la Algaba. en La rueda catalina; Madrid-Valencia: Ed. Albatros, p. 133.
- 1989. John Winterton. Un unusual Grande Sonnerie Movement. "Antiquarian Horology", n. 1, vol. 18, Spring, p. 79-84
- 1989. John Winterton. English Grande Sonnerie Clocks. An inventory. "Antiquarian Horology", n. 3, vol. 18, Autum, p. 307-310
- 1990. Herbert Jüttemann: Die Schwarzwalduhr, Karlsruhe: Badenia Verlag
- 1991. John Winterton. English Grande Sonnerie Clocks. A classification. "Antiquarian Horology", n. 3, vol. 19, Spring, p. 301-308

- 1992. Martí Vergés i Trias. El mecanisme d'esperit dels rellotges primitius.[47]
- 2001. D.V. Sullivan: Time and frequency measurement at NIST. The first 100 years. IEEE International Frequency Control Symposium and PDA Exhibition
- 2005. Nicola De Toma: Gli utensili. dins: BRUSA, GIUSEPPE: La misura del tempo. Trento